# Karl Adolf August von Eben und Brunnen
Pour les articles homonymes, voir Eben.
Karl Adolf August baron von Eben und Brunnen (né en mars 1734 à Eisdorf, faubourg de Namslau, principauté de Breslau et mort le 20 juin 1800 à Wallwitz, arrondissement de Freystadt, Basse-Silésie) est un général prussien et chef du régiment de hussards H 2.

## Biographie

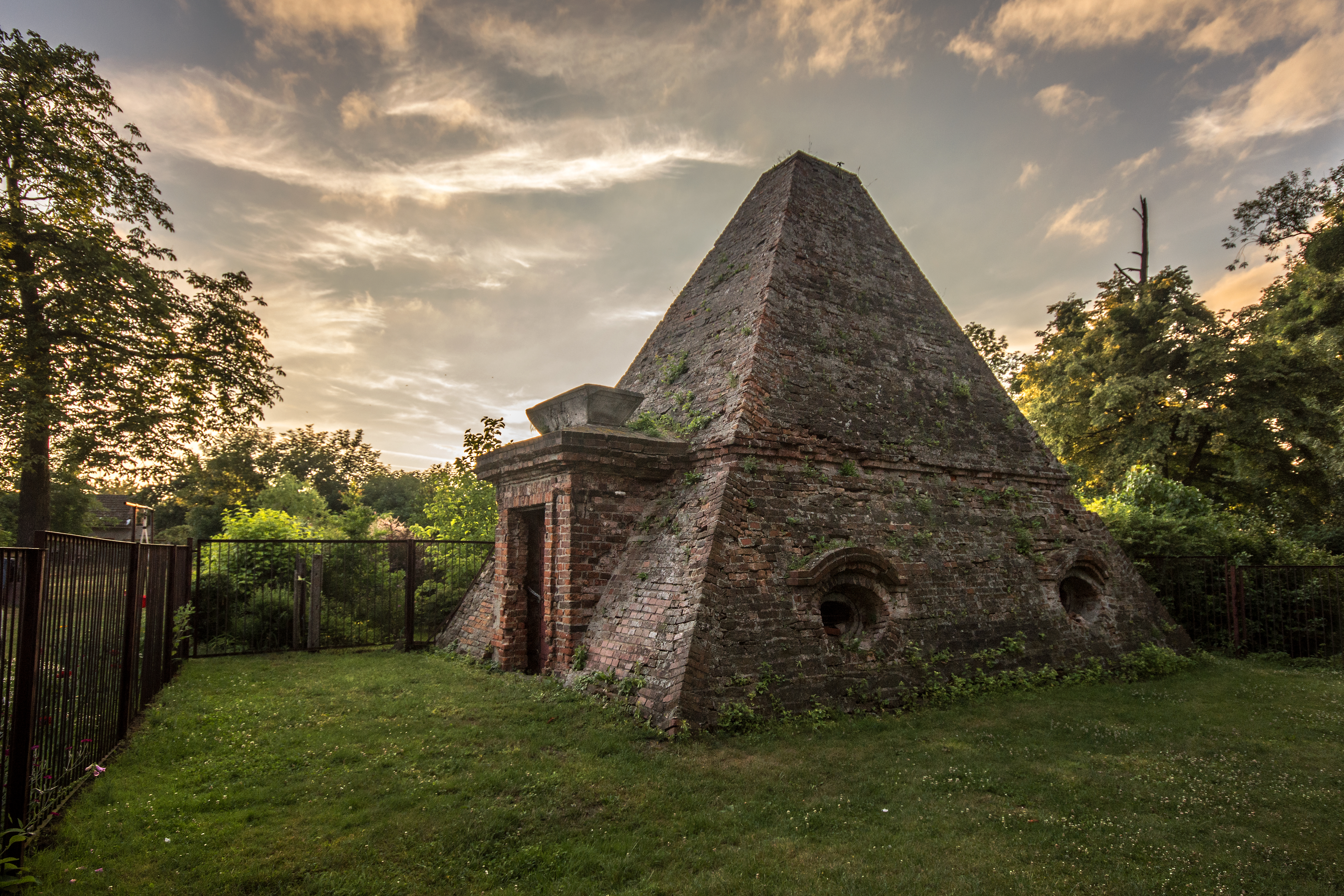
Mausolée d'Eben

Karl Adolf August est issu de la famille von Eben und Brunnen (de). Ses parents sont le lieutenant de grenadiers royal impérial Hans Adolf von Eben und Brunnen (né le 8 juillet 1708 et mort le 16 mai 1789) et son épouse Eleonore Elisabeth von Naefe (née en 1709 et morte le 1er avril 1740). En 1768, il se marie avec la fille du général de hussards Christian Möhring (de), Sophie Luise von Möhring (née en décembre 1744) héritière de Wallwitz, Zäcklau et Fürstenau.
De 1795 à 1800, il vit retiré comme seigneur de Wallwitz, Fürstenau, Zäcklau et Ober-Rosen. Peu de temps après la mort de son épouse Sophie Luise von Möhring le 4 mai 1800 à Wallwitz, Karl Adolf August von Eben und Brunnen meurt également. Il est enterré en 1800 dans la tombe pyramidale d'Ober-Rosen (de), achevée en 1780. La tombe est construite en 1780 par Carl Gotthard Langhans. Leur fils Adolf Christian Friedrich (de) (1773-1832) est gouverneur royal portugais de Setuval en 1809 et colonel royal anglais en 1814.

## Carrière militaire
En 1751, von Eben et Brunnen rejoignent l'armée prussienne en tant qu'Estandartenjunker et servent d'abord dans le 3e régiment de hussards von Wartenberg (de) (H 3). Le 2 décembre 1756, il est nommé cornette au 3e régiment de cuirassiers de Corps (K 3).
Karl Adolf August von Eben und Brunnen participe à la guerre de Sept Ans de 1756 à 1763 et combat dans les batailles de Lobositz, Prague, Kolin, Kunersdorf, Roßbach et Freiberg.
Le 3 mars 1758, il rejoint en tant que cornette le corps de hussards nouvellement créé von Belling (H 9 - à partir de 1763 H 8). Le 6 mars 1758, il est nommé premier lieutenant et le 9 mars 1760, il est nommé capitaine d'état-major. Après une étape intermédiaire comme capitaine et commandant d'escadron (nommé le 16 mai 1760), il est promu major le 31 juillet 1761.
Le 6 août 1778, il est nommé lieutenant-colonel et, à ce grade, participa à la guerre de Succession de Bavière contre l'Autriche de 1778 à 1779. Depuis le 28 octobre 1783, il commande le 8e régiment de hussards von der Schulenburg (de) (H 8) et est promu colonel le 20 mai 1785. La nomination à la tête du 2e régiment de hussards du corps von Zieten (H 2) le 1er mars 1786, est suivie le 2 juillet 1786 par la nomination de général de division par Frédéric le Grand.
En 1792 et 1793, il participe à une campagne contre la France et est promu lieutenant général pendant la guerre du 4 janvier 1793. Le 13 décembre 1793, il est dispensé de participer à d'autres campagnes et prend sa retraite le 28 décembre 1794 avec une pension de 1 200 thalers.

## Honneurs
- 6 août 1778 Chevalier de l'ordre Pour le Mérite (bataille de Gabel)[12]
- 15 août 1793 Chevalier de l'ordre de l'Aigle rouge